# Carlo Brugnami
Carlo Brugnami (Corciano, 30 settembre 1938 – Corciano, 2 febbraio 2018) è stato un ciclista su strada italiano.

## Carriera
Professionista tra il 1960 ed il 1965, corse per la Torpado, la Philco, la Gazzola, la Lygie e la Molteni. Ottenne due vittorie da professionista, il Gran Premio Roveta nel 1960 e una tappa al Gran Premio Ciclomotoristico nel 1961, oltre a numerosi piazzamenti. Partecipò a 6 edizioni del Giro d'Italia tra il 1960 e il 1965 (chiudendone due fra i primi dieci della classifica generale), a 2 edizioni del Tour de France tra il 1961 e il 1962 e ai mondiali del 1960.

## Palmarès
- 1958 (dilettanti)

G.P. Montanino
- 1960 (Torpado, una vittoria)

G.P. Roveta
- 1961 (Torpado, una vittoria)

1ª tappa Gran Premio Ciclomotoristico (Roma > L'Aquila)

### Altri successi
- 1960 (Torpado)

Circuito di Avezzano

## Piazzamenti

### Grandi Giri
- Giro d'Italia

1960: 15º
1961: 9º
1962: 14º
1963: 10º
1964: 40º
1965: 50º
- Tour de France

1961: ritirato 12ª tappa
1962: 59º

### Classiche monumento
- Milano-Sanremo

1961: 14º
1962: 6º
1963: 61º
- Giro di Lombardia

1960: 7º
1961: 4º

### Competizioni mondiali
- Campionati del mondo

Sachsenring 1960 - In linea: 31º